# Alexandre Bezborodko
Le prince Alexandre Andreïevitch Bezborodko (en russe : Александр Андреевич Безбородко), né le 14 mars 1747 à Gloukhov, décédé le 6 juin 1799 à Saint-Pétersbourg, est un homme politique russe.
Il fut grand chancelier de l'Empire russe, ministre des Affaires étrangères de 1797 à 1799.
Après la mort du comte Panine (1718-1783), Bezborodko devient le conseiller très écouté de l'impératrice et le protégé du prince Potemkine. Il fut le grand architecte de la politique étrangère de Catherine II.

## Biographie

### Enfance
D'origine ukrainienne, Alexandre Andreïevitch Bezborodko naquit à Gloukhov, aujourd'hui Hloukhiv, en Ukraine, le 14 mars 1747. Tout d'abord il fit ses études à domicile puis étudia au séminaire de Kiev.

### Carrière politique
Le prince entra dans la fonction publique comme clerc dans le service du maréchal Roumiantsev (1725-1796) et suivit le comte lors de sa nomination au poste de gouverneur général de la Petite Russie. Le prince l'accompagna également lors de la guerre russo-turque de 1768-1774) comme colonel du Régiment de Nijyn, où il participa à la bataille de Larga (en) (7 juillet 1770), à la bataille de Kagul (21 juillet 1770) et à l'assaut de Silistria.
Après la signature du traité de Küçük Kaynarca (21 juillet 1774) qui donna entre autres la Crimée à la Russie, le maréchal recommanda Bezborodko à Catherine II, à la demande de Roumiantsev-Zadounaïsky. L'impératrice le nomma au poste de secrétaire. Bezborodko impressionna l'impératrice par son talent, ses manières exquises, sa fabuleuse mémoire. Il apprenait aussi les langues européennes, en particulier le français qu'il maîtrisait parfaitement.
L'activité de Bezborodko fut prodigieuse. La Grande Catherine lui demanda de devenir son factotum. En 1780, il accompagna l'impératrice dans son voyage en Nouvelle Russie (Sud de l'Ukraine actuelle). Au cours de ce déplacement, il rencontra l'empereur Joseph II d'Autriche qui lui demanda instamment d'étudier la diplomatie. Au retour d'une délicate mission à Copenhague, Alexandre Bezborodko présenta à l'impératrice un mémoire sur les affaires politiques qui comprenait le projet du partage de la Turquie entre la Russie et l'Autriche. Les propositions de partage furent retranscrites presque mot pour mot dans le document destiné à Vienne. Le prince en fut récompensé et fut nommé à des postes chargés de toutes les « négociations plénipotentiaires » au ministère des Affaires étrangères.

### Carrière politique sous le règne de Catherine II de Russie
À cette époque, le prince Bezborodko était étroitement lié à Catherine II en ce qui concernait les affaires diplomatique, même si, officiellement, il était subordonné au vice-chancelier (ministre des Affaires étrangères), le comte Ivan Andreïevitch Osterman (1725-1811). Il rédigeait pour le ministre des Affaires étrangères les dépêches les plus importantes destinées à l'étranger. Il conclut et souscrivit ainsi tous les traités en remplissant toutes les fonctions d'un secrétaire d'État. Il était entièrement acquis aux idées politiques de Catherine II, même celle de rétablir l'empire grec avec à sa tête le grand-duc Constantin, l'un des petits-fils de l'impératrice. Comme à son habitude, Catherine récompensa généreusement le prince Bezborodko: elle lui accorda ainsi des pensions et des terres. Il fut nommé sénateur de l'Empire en 1786. Le prince dirigea les négociations avec le roi polonais Stanislas II de Pologne à Kaniev et il assista à la rencontre entre Catherine II et Joseph II à Novaïa. En 1787, il put avec l'appui du comte Louis-Philippe de Ségur signer un accord d'amitié et de commerce avec la France. Cet accord fut signé à Versailles et fut suivi bientôt par une triple alliance entre la France, l'Autriche et la Russie.
La guerre russo-turque de 1787-1792 et la guerre russo-suédoise de 1788-1790 contre le roi Gustave III de Suède (1788-1790) creusa le déficit budgétaire de l'armée impériale de Russie. Alexandre Andreïevitch Bezborodko eut à souffrir des intrigues de ses rivaux jaloux de sa réussite, y compris Marmonov (1758-1803), dernier favori en date de Catherine II. Tous les efforts du prince s'orientèrent vers la conclusion d'une paix honorable entre l'Empire ottoman et la Suède. Il imposa ses propres conditions lors du traité de Verela signé par Gustave III, le 14 août 1790. Après le décès subit de Grigori Potemkine le 16 octobre 1791, il fut envoyé à Jassy avec pour mission d'empêcher la rupture du congrès de paix. Malgré toutes les difficultés extrêmes qu'il rencontra, le prince réussit. Le traité de Jassy signé le 9 janvier 1792 offrit des conditions avantageuses pour la Russie impériale. En récompense pour services rendus à l'Empire, le prince Bezborodko fut décoré de l'ordre de Saint-André et reçut 50 000 roubles.
Toutefois à son retour, son poste de secrétaire était occupé par le nouveau favori de Catherine II, le prince Zoubov (1767-1822). Le prince se plaignit auprès de l'impératrice de la « diminution de sa dignité » et celle-ci le rassura pendant l'année 1793 en le couvrant de nouveaux honneurs et de distinctions, lorsque l'on célébra solennellement la paix de Jassy (2 septembre 1793). L'impératrice lui remit publiquement une branche d'olivier en or sertie de diamants. Plus tard, l'impératrice réconcilia Bezborodko avec son favori Zoubov. Il reprit la direction des Affaires étrangères. Le prince contribua plus que toute autre personne à la troisième partition de la Pologne (24 octobre 1795). Il fut grandement récompensé pour cet acte diplomatique.

### Grand chancelier de Russie ou ministre des Affaires étrangères
La diplomatie n'épuisa pas la capacité de travail d'Alexandre Bezborodko, qui prit une grande part dans l'administration intérieure de l'Empire. Le prince réforma les bureaux de poste, améliora le système bancaire de la Russie, réglementa les finances, construisit des routes et fit revenir les uniates au sein de l'Église orthodoxe. Après le décès de Catherine II survenu le 17 novembre 1796, le nouveau tsar Paul Ier lui confia l'examen des documents privés de la défunte impératrice. Il fit de lui peu après un prince de l'Empire avec un splendide apanage. Le comte Ostermann prit sa retraite en 1797 et Paul Ier confia alors au prince la plus haute dignité de l'Empire, celle de chancelier impérial.
Alexandre Andreïevitch Bezborodko fut l'unique ministre russe à conserver la faveur de Paul Ier. Il détenait pendant les deux dernières années de sa vie tout le sort de la diplomatie de la Russie impériale. À cette époque, sa seule ambition était de maintenir la paix avec toutes les puissances européennes, y compris la France révolutionnaire, mais l'empereur finit par éprouver de l'aversion envers cette politique pacifiste et Alexandre Bezborodko présenta sa démission au tsar, qui la refusa.

### Personnalité d'Alexandre Andreïevitch Bezborodko
Dans la vie, Bezborodko, disciple de Catherine II, était un être égoïste, licencieux, mais infiniment généreux et affectueux. Homme de grande probité, il refusa de se laisser corrompre. Il possédait une grande culture littéraire et artistique. Ses banquets étaient magnifiques et il avait une collection de peintures et de sculptures unique en Europe. Il eut de nombreuses relations avec des personnes pauvres, dont il fut l'ami. Il s'efforça d'être le mécène des artistes de son époque et mit sa fortune personnelle à leur service. Il fut peut-être sycophante, mais il n'était pas ingrat et n'avait aucun esprit de vengeance. Son patriotisme était aussi indiscutable que son génie.

### Décès
Alexandre Andreïevitch Bezborodko fut victime d'une attaque cérébrale qui provoqua une paralysie et il décéda le 6 juin 1799 à Saint-Pétersbourg.

## Distinctions
- 24 novembre 1782 : ordre de Saint-Vladimir (1re classe)